# 雷恩美術館
雷恩美術館（法語：Musée des beaux-arts de Rennes）是位於法國雷恩的一座美術館。和法國大多數美術館相同，雷恩美術館也是創建於法國大革命時期（1794年）。當時美術館展示雷恩市內的教會和公共設施的藝術品，後來因捐贈而規模逐漸擴大。布列塔尼博物館也位於雷恩美術館的建築之內。